# Lluís Alberni
Lluís Alberni, conegut com a Luis Alberni (Barcelona, 4 d'octubre de 1886 – Hollywood, 23 de desembre de 1962) va ser un actor català, nacionalitzat estatunidenc.

## Biografia
Alberni estava actuant a Bordeus quan l'humorista nord-americà Wilson Mizner i el dramaturg Paul Armstrong el van convidar a anar als Estats Units, oferint-li la seva ajuda. L'abril de 1912, a Nova York com a passatger a bord del S/S Nieuw Amsterdam.
A Nova York, Alberni va actuar tant a l'escenari com a la pantalla. La seva primera actuació cinematogràfica va ser al drama de 1915, ''Children of the Ghetto. A l'escenari, va aparèixer en més d'una dotzena d'obres de Broadway. A l'era del cinema sonor, va tenir papers notables com a Jacopo a The Count of Monte Cristo (1934), com a Mr. Louis Louis a Easy Living (1937) i com a alcalde a A Bell for Adano (1945). També va tenir petits papers a When Willie Comes Marching Home (1950) de John Ford i els Els Deu Manaments (1956) de Cecil B. DeMille.

## Filmografia
- Children of the Ghetto (1915) - Pincus - el Poeta
- The Madonna of the Slums (1919, curt)
- 39 East (1920) - Conte Gionelli
- Little Italy (1921) - Ricci
- The Man from Beyond (1922) - capità del Barkentine
- The Bright Shawl (1923) - Vincente Escobar - germà d'Andre
- The Valley of Lost Souls (1923) - Jacques
- Second Youth (1924) - invitat a la festa de Greenwich Village (sense acreditar)
- The Cheerful Fraud (1926) - aparcacotxes (sense acreditar)
- The Battle of Paris (1929) - cambrer (sense acreditar)
- The Santa Fe Trail (1930) - Juan Castinado
- Strange Birds (1930, curt) - el Baró
- One Heavenly Night (1931) - Violinista (sense acreditar)
- Svengali (1931) - Gecko
- Monkey Business in Africa (1931, curt) - Julius Gonzola
- Sweepstakes (1931) - cambrer de la Cantina (sense acreditar)
- Movie-Town (1931, curt) - Baró Gonzola
- Children of Dreams (1931) - (sense acreditar)
- The Last Flight (1931) - espectador a la Corrida (sense acreditar)
- I Like Your Nerve (1931) - cambrer (sense acreditar)
- I Surrender Dear (1931, curt) - Marquès
- The Tip-Off (1931) - Scarno (sense acreditar)
- The Great Junction Hotel (1931, curt)
- The Mad Genius (1931) - Sergei Bankieff
- Men in Her Life (1931) - Anton
- Manhattan Parade (1931) - Vassily Vassiloff
- Cock of the Air (1932) - capità Tonnino
- High Pressure (1932) - Colombo (sense acreditar)
- The Girl in the Tonneau (1932, curt) - Luis Mazetti
- Stop That Run (1932, curt)
- Hombres de mi vida (1932) - Gaston
- The Cohens and Kellys in Hollywood (1932) - Bladimir Petrosky
- Rule 'Em and Weep (1932, curt) - anarquista
- The Woman in Room 13 (1932) - Peppi Tonelli
- First in War (1932, curt) - President
- Week-End Marriage (1932) - Louis - el contrabandista (sense acreditar)
- Crooner (1932) - Tamborini (sense acreditar)
- Two Against the World (1932) - especador (sense acreditar)
- A Parisian Romance (1932) - Pascal
- The Big Stampede (1932) - Sonora Joe
- Trouble in Paradise (1932) - Fan de l'Opera enfadat (sense acreditar)
- Guilty or Not Guilty (1932) - Pete
- The Conquerors (1932) - segon agitador (sense acreditar)
- The Bride's Bereavement; o, The Snake in the Grass (1932, curt)
- Rasputin and the Empress (1932) - assistent del fotograf (sense acreditar)
- Hypnotized (1932) - consol hongarès
- Artist's Muddles (1933, curt) - Pietro Cellini
- Child of Manhattan (1933) - Bustamente
- Topaze (1933) - Dr. Bomb
- Men Must Fight (1933) - Soto
- The California Trail (1933) - Comandant Emilio Quierra
- Infernal Machine (1933) - passatger italià (sense acreditar)
- Trick for Trick (1933) - Metzger
- The Sphinx (1933) - Luigi Baccigalupi
- When Ladies Meet (1933) - Pierre - el servent
- I Love That Man (1933) - Angelo - conserge
- The Man from Monterey (1933) - Felipe Guadalupe Constacio Delgado Santa Cruz de la Verranca
- The Last Trail (1933) - Pedro Gonzales
- Sherman Said It (1933, curt) - francès
- Stage Mother (1933) - cambrer (sense acreditar)
- Menu (1933, curt) - cuiner (sense acreditar)
- The Chief (1933) - home al meeting (sense acreditar)
- Goodbye Love (1933) - Tony
- Havana Widows (1933) - segon taxista (sense acreditar)
- Lady Killer (1933) - Director (sense acreditar)
- Above the Clouds (1933) - propietari
- California Weather (1933, curt)
- By Candlelight (1933) - porter (sense acreditar)
- Volant cap a Rio de Janeiro (Flying Down to Rio) (1933) - manager del casino (sense acreditar)
- Cold Turkey (1933, curt)
- La ciudad de cartón (1934) - Craig
- When Do We Eat? (1934, curt) - Rigo - propietari
- Glamour (1934) - Monsieur Paul
- I Believed in You (1934) - Giacomo
- The Black Cat (1934) - administrador (sense acreditar)
- Strictly Dynamite (1934) - Jake (sense acreditar)
- Stingaree (1934) -italià (sense acreditar)
- La buenaventura (1934) - Fresco
- The Count of Monte Cristo (1934) - Jacopo
- One Night of Love (1934) - Giovanni
- When Strangers Meet (1934) - Nick Panaro
- The Captain Hates the Sea (1934) - Juan Gilboa
- Caravane (1934) - gitano
- The Gilded Lily (1935) - Nate Porcopolis
- The Good Fairy (1935) - barber
- The Winning Ticket (1935) - Tony Capucci
- Rendezvous at Midnight (1935) - conserge
- Roberta (1935) - Alexander Petrovitch Moscovitch Voyda
- Asegure a su mujer (1935) - Bernardo Perry
- Public Opinion (1935) - Caparini
- Let's Live Tonight (1935) - Mario Weems
- Goin' to Town (1935) - Sr. Vitola
- In Caliente (1935) - magristat
- Ticket or Leave It (1935, curt)
- Love Me Forever (1935) - Luigi
- Manhattan Moon (1935) - Luigi
- The Gay Deception (1935) - Ernest
- Metropolitan (1935) - Ugo Pizzi
- Bad Boy (1935) - Tony
- Music Is Music (1935) - Señor Castellano - propietari del Cafè
- Colleen (1936) - Carlo
- Dancing Pirate (1936) - Pamfilo
- Ticket to Paradise (1936) - Dr. Munson
- Anthony Adverse (1936) - Tony Guisseppi
- Follow Your Heart (1936) - Tony Masetti
- Hats Off (1936) - Rosero
- When You're in Love (1937) - Luis Perugini
- Two Wise Maids (1937) - Guili
- The King and the Chorus Girl (1937) - Gaston
- Sing and Be Happy (1937) - Posini
- Easy Living (1937) - Mr. Louis Louis
- Mr. Dodd Takes the Air (1937) - Bit Part (sense acreditar)
- Madame X (1937) - Scipio
- The Great Garrick (1937) - Basset
- Under Suspicion (1937) - Luigi
- Manhattan Merry-Go-Round (1937) - Martinetti
- Love on Toast (1937) - Joe Piso
- Hitting a New High (1937) - Luis Marlo
- I'll Give a Million (1938) - reporter
- Un gran home (The Great Man Votes) (1939) - Manos
- Let Freedom Ring (1939) - Tony (sense acreditar)
- Naughty but Nice (1939) - Stanislaus Pysinski
- The Housekeeper's Daughter (1939) - Veroni
- The Amazing Mr. Williams (1939) - Rinaldo (sense acreditar)
- High School (1940) - Signor Cicero (sense acreditar)
- Twincuplets (1940, curt) - fan de l'opera enfadat
- Enemy Agent (1940) - A. Calteroni
- The Lone Wolf Meets a Lady (1940) - Nicolo Pappakontous (sense acreditar)
- Scatterbrain (1940) - Prof. DeLemma
- Public Deb No. 1 (1940) - Frontenac (sense acreditar)
- So You Won't Talk (1940) - barber (sense acreditar)
- The Lady Eve (1941) - cuiner
- Lady Hamilton (That Hamilton Woman) (1941) - Rei de Nàpols
- Camí de Zanzíbar (Road to Zanzibar) (1941) - propietari - nadiu
- They Met in Argentina (1941) - Don Luis Jose Alfonso Frutos y Murphy (sense acreditar)
- She Knew All the Answers (1941) - inventor
- San Antonio Rose (1941) - Nick Ferris
- They Met in Bombay (1941) - Maitre d'hotel
- World Premiere (1941) - Signor Scaletti
- Babes on Broadway (1941) - Nick
- Obliging Young Lady (1942) - Riccardi
- I Married an Angel (1942) - Jean Frederique (sense acreditar)
- Mexican Spitfire's Elephant (1942) - Luigi
- Northwest Rangers (1942) - Jacques (sense acreditar)
- Two Weeks to Live (1943) - Van Dyke / Dr. Jekyll (sense acreditar)
- My Son, the Hero (1943) - Tony
- Submarine Base (1943) - Mr. Styx
- The Man from Down Under (1943) - Dino Piza (sense acreditar)
- Here Comes Kelly (1943) - Nick
- You're a Lucky Fellow, Mr. Smith (1943) - Goreni
- Nearly Eighteen (1943) - Gus
- Here Comes Elmer (1943) - Dr. Zichy
- Harvest Melody (1943) - Manager del Cafè
- Men on Her Mind (1944) - Alberti Verdi
- Voice in the Wind (1944) - cambrer
- It Happened Tomorrow (1944) - propietari del Restaurant (sense acreditar)
- Henry Aldrich Plays Cupid (1944) - Tony (sense acreditar)
- In Society (1944) - Luigi - distribuïdor de ceràmica (sense acreditar)
- Machine Gun Mama (1944) - Ignacio
- Rainbow Island (1944) - Jerry (sense acreditar)
- The Conspirators (1944) - guàrdia (sense acreditar)
- When the Lights Go On Again (1944) - Joe
- The Captain from Köpenick (1945) - guàrdia
- Wonder Man (1945) (sense acreditar)
- A Bell for Adano (1945) - Cacopardo
- Hit the Hay (1945) - professor francès (sense acreditar)
- In Fast Company (1946) - Tony - Fruit Vendor
- Double Rhythm (1946, curt) - Mr. Palucci
- Night Song (1946) - venedor de flors (scenes deleted)
- When Willie Comes Marching Home (1950) - cambrer (sense acreditar)
- Captain Carey, U.S.A. (1950) - Sandro
- What Price Glory? (1952) - Gran Oncle (sense acreditar)
- Els Deu Manaments (The Ten Commandments) (1956) - Vell hebreu a la casa de Moisès (sense acreditar) (últim paper)